# Let Me Love You (Until You Learn to Love Yourself)
"Let Me Love You (Until You Learn to Love Yourself)" é uma canção do quinto álbum de estúdio do cantor norte americano Ne-Yo. Lançado no dia 10 de Julho de 2012, a canção serviu como primeiro single mainstream do disco R.E.D., uma vez que seu single anterior, Lazy Love foi lançado apenas no formato Urban.
"Let Me Love You" combinou elementos do synthpop e do Europop. O videoclipe da canção foi dirigido por  Christopher Simms.

## Antecedentes
Durante o ano de 2012, Ne-Yo gravou o seu quinto álbum de estúdio, intitulado de R.E.D.(também chamado de "Realizing Every Dream"). O primeiro single do disco, "Lazy Love", foi voltado para o seguimento urbano e lançado no dia 14 de Março de 2012.
No dia 9 de Julho de 2012, "Let Me Love You" foi lançado online em vários meios de comunicação. Um dia depois, a canção foi lançada em download digital na Austrália, Europa continental e Reino Unido. "Let Me Love You" foi lançada inicialmente, nos Estados Unidos nas rádios rhythmic / crossover, no dia 31 de Julho de 2012 e uma semana depois nas rádios pop / mainstream e, no mesmo dia, como download digital. Internacionalmente, "Let Me Love You" é tido como o primeiro single de R.E.D..
O refrão da canção (Let me love you, and I will love you/ Until you learn to love yourself") foi construído por Sia.

## Videoclipe
O vídeo de "Let Me Love You (Until You Learn to Love Yourself)" foi dirigido por Christopher Simms. O vídeo é uma mescla de coreografias com cenas mais íntimas de Ne-Yo com sua parceira. O vídeo foi carregado no canal VEVO no dia 18 de Julho de 2012 e consiste num ambiente mais "escuro".

## Live Performances
Ne-Yo apresentou a canção ao vivo pela primeira vez no dia 7 de Outubro de 2012, no The X Factor UK. Ele também apresentou a canção no The Ellen DeGeneres Show no dia 13 de Novembro de 2012. Ne-Yo também performou a canção no Saturday Night Live no dia 8 de Dezembro de 2012.

## Posições e certificações
| País                                           | Melhor posição |
| ---------------------------------------------- | -------------- |
| África do Sul (Mediaguide)                     | 1              |
| O campo songid é OBRIGATÓRIO PARA PARADA ALEMÃ | 61             |
| Austrália (ARIA)                               | 8              |
| Brasil (Brasil Hot 100 Airplay)                | 65             |
| Brasil (Billboard Brasil Hot Pop)              | 23             |
| Bélgica (Ultratop 50 de Flandres)              | 10             |
| Bélgica (Ultratop 50 da Valônia)               | 30             |
| Canadá (Canadian Hot 100)                      | 11             |
| Escócia (Scottish Singles Chart)               | 3              |
| Eslováquia (Rádio Top 100)                     | 19             |
| Estados Unidos (Billboard Hot 100)             | 6              |
| Estados Unidos (Billboard Mainstream Top 40)   | 4              |
| Estados Unidos (Billboard Dance Club Songs)    | 4              |
| França (SNEP)                                  | 22             |
| Hungria (Rádiós Top 40)                        | 26             |
| Irlanda (IRMA)                                 | 5              |
| Japão (Japan Hot 100)                          | 5              |
| Malásia (Malay Muzik Official Chart)           | 1              |
| Malásia (Malay Muzik Dance Chart)              | 1              |
| Malásia (Malay Muzik Urban Chart)              | 1              |
| Nova Zelândia (Recorded Music NZ)              | 20             |
| Países Baixos (Single Top 100)                 | 20             |
| Reino Unido (UK Singles Chart)                 | 1              |
| República Checa (Rádio Top 100)                | 38             |
| Suíça (Schweizer Hitparade)                    | 55             |

| Tabelas musicais (2012)            | Posição |
| ---------------------------------- | ------- |
| Estados Unidos - Billboard Hot 100 | 74      |
| Reino Unido - UK Singles Chart     | 51      |

| País           | Providente | Certificação |
| -------------- | ---------- | ------------ |
| Austrália      | ARIA       | 2× Platina   |
| Dinamarca      | IFPI       | Ouro         |
| Estados Unidos | RIAA       | Ouro         |
| Itália         | FIMI       | Platina      |
| Nova Zelândia  | RIANZ      | Platina      |